# Логинов, Александр Владимирович
Александр Владимирович Логинов (род. 1 апреля 1957, Уфа) — советский хоккеист, вратарь.

## Биография
Воспитанник СК им. Салавата Юлаева (Уфа). Армейскую службу проходил в молодёжном составе ЦСКА (1975/76) и команде первой лиги СКА (Куйбышев). Девять следующий сезонов отыграл в СК им. Салавата Юлаева, в высшей лиге провёл четыре сезона (1978/79, 1980/81, 1982/83, 1985/86). В сезонах 1986/87 — 1987/88 играл за «Авангард» Уфа.
Победитель юниорского чемпионата Европы 1976 года.